# Crystal Bowersox
Crystal Bowersox, née le 4 août 1985 à Toledo, Ohio, aux États-Unis, est une chanteuse américaine, finaliste de la neuvième saison du télécrochet American Idol.

## Prestations lors d'American Idol
| Semaine           | Thème                       | Chanson                                   | Artiste                        | Ordre | Résultat  |
| ----------------- | --------------------------- | ----------------------------------------- | ------------------------------ | ----- | --------- |
| Audition          | Auditioner's Choice         | Piece of My Heart                         | Erma Franklin                  | N/A   | Advanced  |
| Hollywood Week    | First Solo                  | (You Make Me Feel Like) A Natural Woman   | Aretha Franklin                | N/A   | Advanced  |
| Hollywood Week    | Group Round                 | Get Ready                                 | The Temptations                | N/A   | Advanced  |
| Hollywood Week    | Second Solo                 | If It Makes You Happy                     | Sheryl Crow                    | N/A   | Advanced  |
| Top 24 (12 Women) | Billboard Hot 100 Hits      | Hand in My Pocket                         | Alanis Morissette              | 11    | Safe      |
| Top 20 (10 Women) | Long as I Can See the Light | Creedence Clearwater Revival              | 1                              | Safe  |           |
| Top 16 (8 Women)  | Give Me One Reason          | Tracy Chapman                             | 7                              | Safe  |           |
| Top 12            | The Rolling Stones          | You Can't Always Get What You Want        | The Rolling Stones             | 12    | Safe      |
| Top 11            | Billboard Number 1 Hits     | Me and Bobby McGee                        | Roger Miller                   | 5     | Safe      |
| Top 10            | R&B/Soul                    | Midnight Train to Georgia                 | Cissy Houston                  | 9     | Safe      |
| Top 9             | Lennon/McCartney            | Come Together                             | The Beatles                    | 5     | Safe      |
| Top 9             | Elvis Presley               | Saved                                     | LaVern Baker                   | 1     | Safe      |
| Top 7             | Inspirational               | People Get Ready                          | The Impressions                | 7     | Safe      |
| Top 6             | Shania Twain                | No One Needs to Know                      | Shania Twain                   | 4     | Safe      |
| Top 5             | Frank Sinatra               | Summer Wind                               | Wayne Newton                   | 3     | Safe      |
| Top 4             | Songs of the Cinema         | Duo Falling Slowly — Once with Lee DeWyze | Glen Hansard & Markéta Irglová | 3     | Safe      |
| Top 4             | Songs of the Cinema         | Solo I'm Alright — Caddyshack             | Kenny Loggins                  | 5     | Safe      |
| Top 3             | Contestant's Choice         | Come to My Window                         | Melissa Etheridge              | 2     | Safe      |
| Top 3             | Judges' Choice              | Maybe I'm Amazed                          | Paul McCartney                 | 5     | Safe      |
| Top 2             | Contestant's Choice         | Me and Bobby McGee                        | Roger Miller                   | 2     | Runner-up |
| Top 2             | Simon Fuller's Choice       | Black Velvet                              | Alannah Myles                  | 4     | Runner-up |
| Top 2             | First Single                | Up to the Mountain                        | Solomon Burke                  | 6     | Runner-up |

## Discographie
| Année | Album | Classement | Classement | Classement | Classement | Certifications |
| Année | Album | US         | US Rock    | US Digital | CAN        | Certifications |
| ----- | --- | ---------- | ---------- | ---------- | ---------- | -------------- |
| 2010  | Farmer's Daughter - Date de sortie : 14 décembre 2010 - Label: Jive/19 - Format: CD, digital download         | 28         | 2          | 8          | 90         | - US: 205,000  |
| 2013  | All That for This - Date de sortie : March 26, 2013 - Label: Shanachie Records - Format: CD, digital download | 71         | 21         | —          | —          | - US: 8,000    |

### Extended plays
| Année | Titre                | EP details                                                                          |
| ----- | -------------------- | ----------------------------------------------------------------------------------- |
| 2012  | Once Upon a Time ... | - Date de sortie: May 29, 2012 - Label: self-release - Format: Digital download, CD |

## Singles
| Année                                   | Single                  | Classement | Classement | Album             |
| Année                                   | Single                  | US         | CAN        | Album             |
| --------------------------------------- | ----------------------- | ---------- | ---------- | ----------------- |
| 2010                                    | "Up to the Mountain"    | 57         | 47         | non-album single  |
| 2010                                    | "Farmer's Daughter"     | —          | 73         | Farmer's Daughter |
| 2011                                    | "Ridin' with the Radio" | —          | —          | Farmer's Daughter |
| "—" denotes releases that did not chart |                         |            |            |                   |

### Singles numériques
| Année                                   | Single                             | Peak | Peak | Album            |
| Année                                   | Single                             | US   | CAN  | Album            |
| --------------------------------------- | ---------------------------------- | ---- | ---- | ---------------- |
| 2010                                    | "Falling Slowly" (with Lee DeWyze) | 66   | 70   | non-album single |
| "—" denotes releases that did not chart |                                    |      |      |                  |

## Vidéos musicales
| Année | Chanson             | Réalisateur |
| ----- | ------------------- | ----------- |
| 2010  | "Farmer's Daughter" | Meiert Avis |
| 2011  | "Mine all Mine"     | n/a         |

## Filmographie
- 2011 : Body of Proof : Zoe Brant

## Nominations
- 2010 : Teen Choice Awards : Female Reality/Variety Star